# Villarlurin
Villarlurin és un municipi delegat francès, situat al departament de la Savoia i a la regió d'Alvèrnia-Roine-Alps. L'any 2007 tenia 316 habitants. L'1 de gener del 2016 va fusionar amb Saint-Martin-de-Belleville i formar el municipi nou de Les Belleville.

## Demografia

### Població
El 2007 la població de fet de Villarlurin era de 316 persones. Hi havia 132 famílies de les quals 45 eren unipersonals (37 homes vivint sols i 8 dones vivint soles), 33 parelles sense fills, 37 parelles amb fills i 17 famílies monoparentals amb fills.
La població ha evolucionat segons el següent gràfic:
Habitants censats

### Habitatges
El 2007 hi havia 165 habitatges, 141 eren l'habitatge principal de la família, 15 eren segones residències i 9 estaven desocupats. 133 eren cases i 31 eren apartaments. Dels 141 habitatges principals, 118 estaven ocupats pels seus propietaris, 20 estaven llogats i ocupats pels llogaters i 4 estaven cedits a títol gratuït; 1 tenia una cambra, 11 en tenien dues, 27 en tenien tres, 37 en tenien quatre i 65 en tenien cinc o més. 97 habitatges disposaven pel capbaix d'una plaça de pàrquing. A 68 habitatges hi havia un automòbil i a 60 n'hi havia dos o més.

### Piràmide de població
La piràmide de població per edats i sexe el 2009 era:
| Homes | Edats   | Dones |
| ----- | ------- | ----- |
| 0     | 95 o +  | 0     |
| 0     | 90 a 94 | 0     |
| 0     | 85 a 89 | 0     |
| 0     | 80 a 84 | 0     |
| 8     | 75 a 79 | 0     |
| 8     | 70 a 74 | 16    |
| 16    | 65 a 69 | 16    |
| 8     | 60 a 64 | 8     |
| 0     | 55 a 59 | 0     |
| 8     | 50 a 54 | 8     |
| 28    | 45 a 49 | 8     |
| 16    | 40 a 44 | 16    |
| 8     | 35 a 39 | 8     |
| 12    | 30 a 34 | 4     |
| 4     | 25 a 29 | 8     |
| 4     | 20 a 24 | 4     |
| 4     | 15 a 19 | 8     |
| 8     | 10 a 14 | 16    |
| 12    | 5 a 9   | 20    |
| 0     | 0 a 4   | 0     |

## Economia
El 2007 la població en edat de treballar era de 206 persones, 162 eren actives i 44 eren inactives. De les 162 persones actives 155 estaven ocupades (86 homes i 69 dones) i 7 estaven aturades (3 homes i 4 dones). De les 44 persones inactives 21 estaven jubilades, 12 estaven estudiant i 11 estaven classificades com a «altres inactius».

### Ingressos
El 2009 a Villarlurin hi havia 133 unitats fiscals que integraven 305,5 persones, la mediana anual d'ingressos fiscals per persona era de 18.528 €.

### Activitats econòmiques
Dels 17 establiments que hi havia el 2007, 3 eren d'empreses extractives, 1 d'una empresa de fabricació d'altres productes industrials, 9 d'empreses de construcció, 1 d'una empresa financera, 1 d'una empresa de serveis, 1 d'una entitat de l'administració pública i 1 d'una empresa classificada com a «altres activitats de serveis».
Dels 8 establiments de servei als particulars que hi havia el 2009, 2 eren paletes, 2 guixaires pintors, 2 fusteries i 2 electricistes.
L'any 2000 a Villarlurin hi havia 7 explotacions agrícoles.

## Equipaments sanitaris i escolars
El 2009 hi havia una escola elemental.

## Poblacions més properes
El següent diagrama mostra les poblacions més properes.